# Agathe Bessard
Agathe Bessard (28 januari 1999) is een Frans skeletonster.

## Carrière
Bessard maakte haar wereldbekerdebuut in het seizoen 2019/20 waar ze 27e werd. Het seizoen erop deed ze het beter met een 20e plaats.
Ze maakte haar debuut op het wereldkampioenschap in 2020 waar ze 14e werd in de individuele categorie.
Ze nam in 2016 deel aan de Olympische Jeugdspelen waar ze derde werd na Ashleigh Fay Pittaway en Hannah Neise.

## Resultaten

### Wereldkampioenschappen
| Jaar | Plaats       | Resultaat       |
| ---- | ------------ | --------------- |
| 2020 | Altenberg    | 14e Individueel |
| 2021 | Altenberg    | 21e Individueel |
| 2023 | Sankt Moritz | 32e Individueel |

### Wereldbeker
Eindklasseringen
| Seizoen   | Rang |
| --------- | ---- |
| 2019/2020 | 27e  |
| 2020/2021 | 20e  |
| 2021/2022 | 24e  |
| 2022/2023 | 20e  |